# Juan Pablo Montes
Juan Pablo Montes Montes, mais conhecido somente como  Juan Montes (Sulaco, 26 de outubro de 1985), é um futebolista Hondurenho que atua como zagueiro. Atualmente, joga pelo Motagua. Irá defender Honduras na Copa do Mundo FIFA de 2014.